# Civrieux-d'Azergues
Civrieux-d'Azergues är en kommun i departementet Rhône i regionen Auvergne-Rhône-Alpes i östra Frankrike. Kommunen ligger i kantonen Limonest som tillhör arrondissementet Lyon. År 2022 hade Civrieux-d'Azergues 1 633 invånare.

## Befolkningsutveckling
Antalet invånare i kommunen Civrieux-d'Azergues
| Referens: INSEE |